# Pstruží (Merklín)
Pstruží (německy Salmthal) je vesnice, část obce Merklín v okrese Karlovy Vary. Nachází se asi tři kilometry na severozápad od Merklína. Prochází zde silnice II/221. V roce 2011 zde trvale žilo 136 obyvatel.
Pstruží leží v Krušných horách na soutoku dvou říček Bystřice a Bílé Bystřice v katastrálním území Pstruží u Merklína o rozloze 12,88 km². Ve Pstruží se nachází Skiareál Plešivec a vede odtud lanovka na Plešivec. Stojí zde několik hotelů a penzionů.

## Historie
První písemná zmínka o vesnici pochází z roku 1625. Historii obce Pstruží dokumentuje původní budova papírny, kde se vyráběly tácky pro Budějovický Budvar. Papírna využívala od roku 1880 vodního díla, které velmi usnadňovalo práci při výrobě papírových produktů.

## Obyvatelstvo
Při sčítání lidu v roce 1921 zde žilo 372 obyvatel (z toho 185 mužů), z nichž byl jeden Čechoslovák a 371 Němců. Kromě pěti evangelíků se hlásili k římskokatolické církvi. Podle sčítání lidu z roku 1930 měla vesnice 412 obyvatel: deset Čechoslováků, 397 Němců a pět cizinců. Až na jednoho žida, jednoho člověka bez vyznání a deset evangelíků byli římskými katolíky.

## Pamětihodnosti
- Vodní mlýn čp. 39
- Budova papírny
- Do katastrálního území Pstruží u Merklína zasahuje část ptačí oblasti Západní Krušné hory.

## Galerie

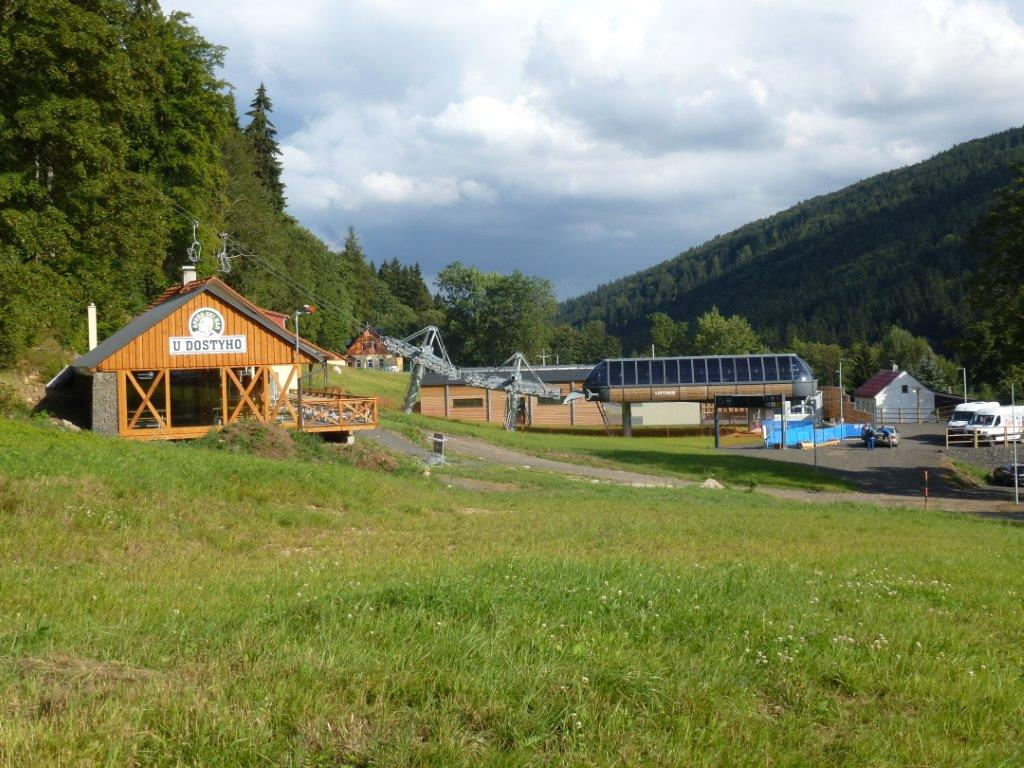
Lanovka Pstruží–Plešivec
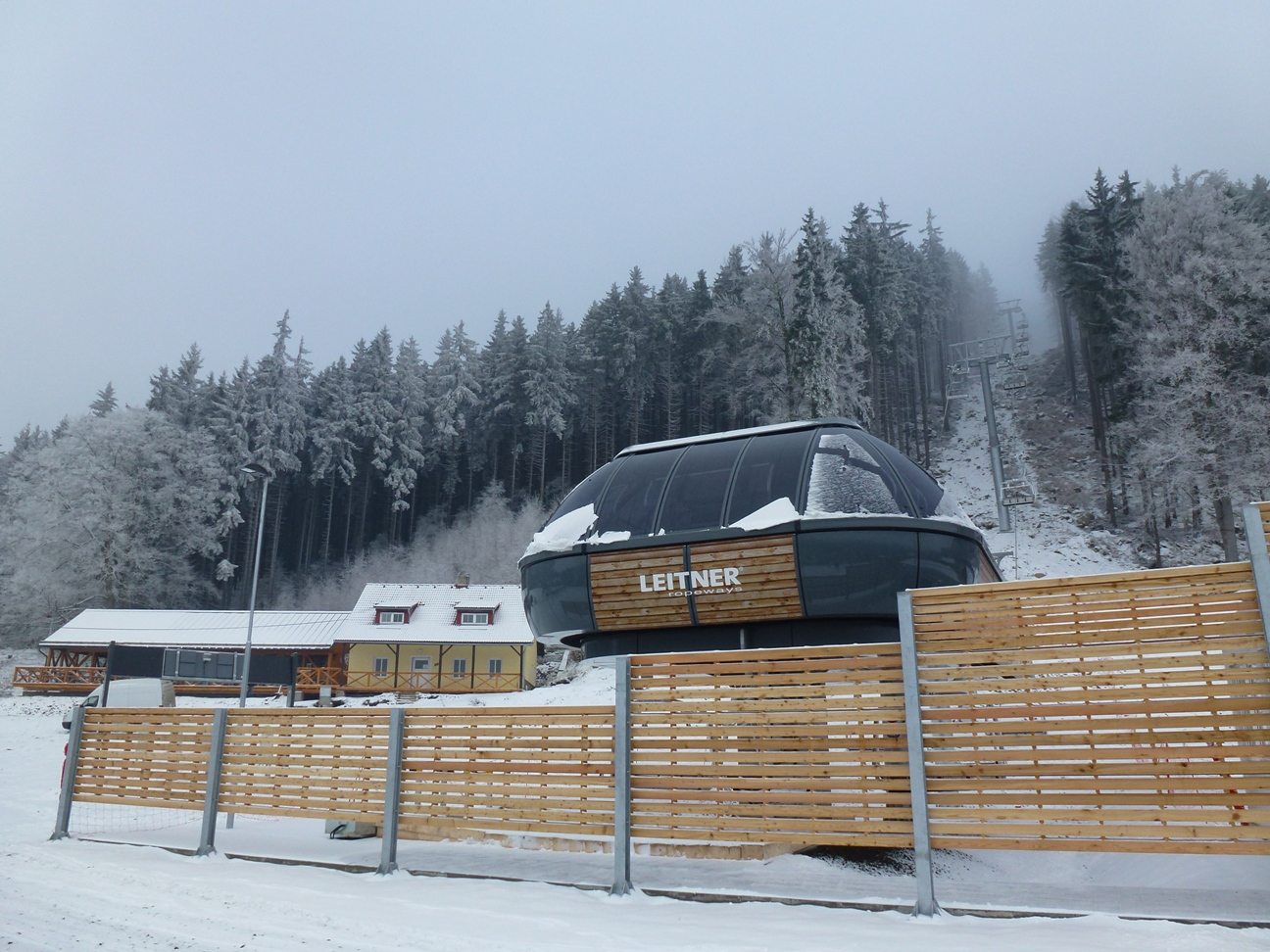
Lanovka Pstruží–Plešivec
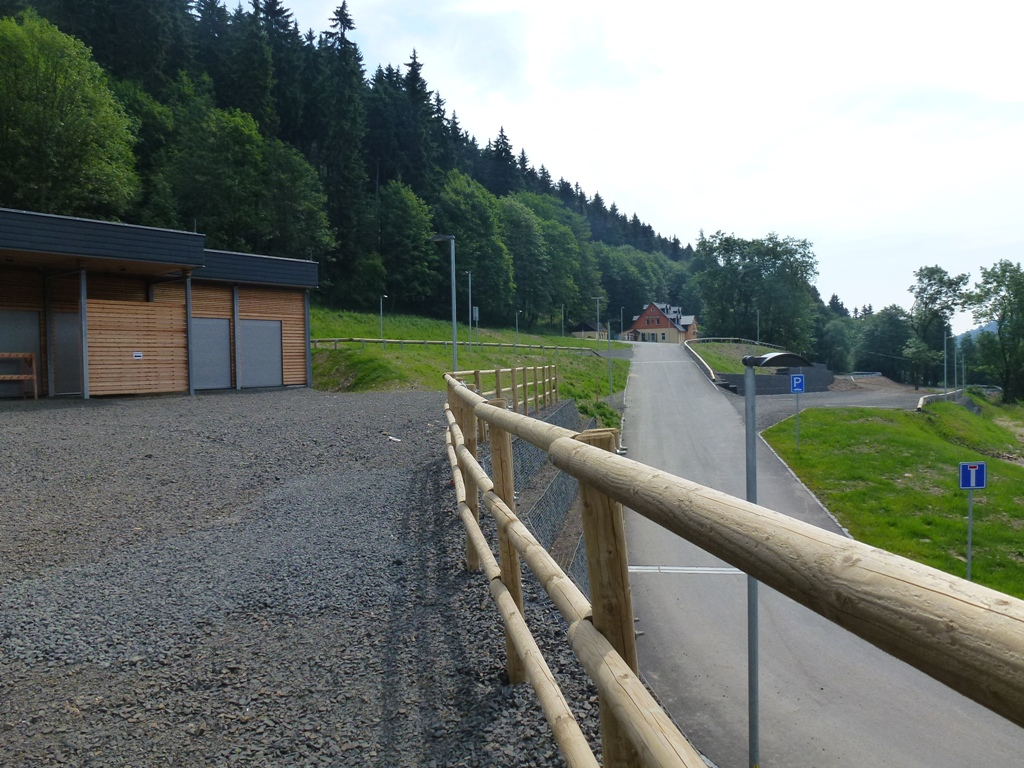
Skiareál Plešivec a Pension Pstruží
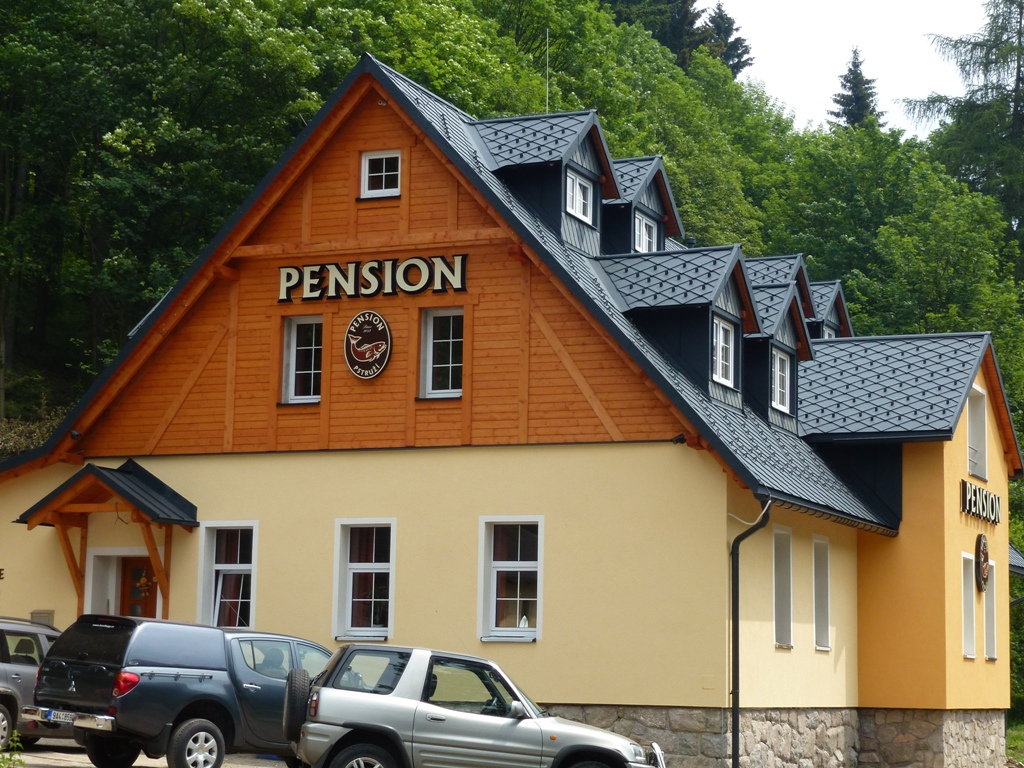
Pension Pstruží
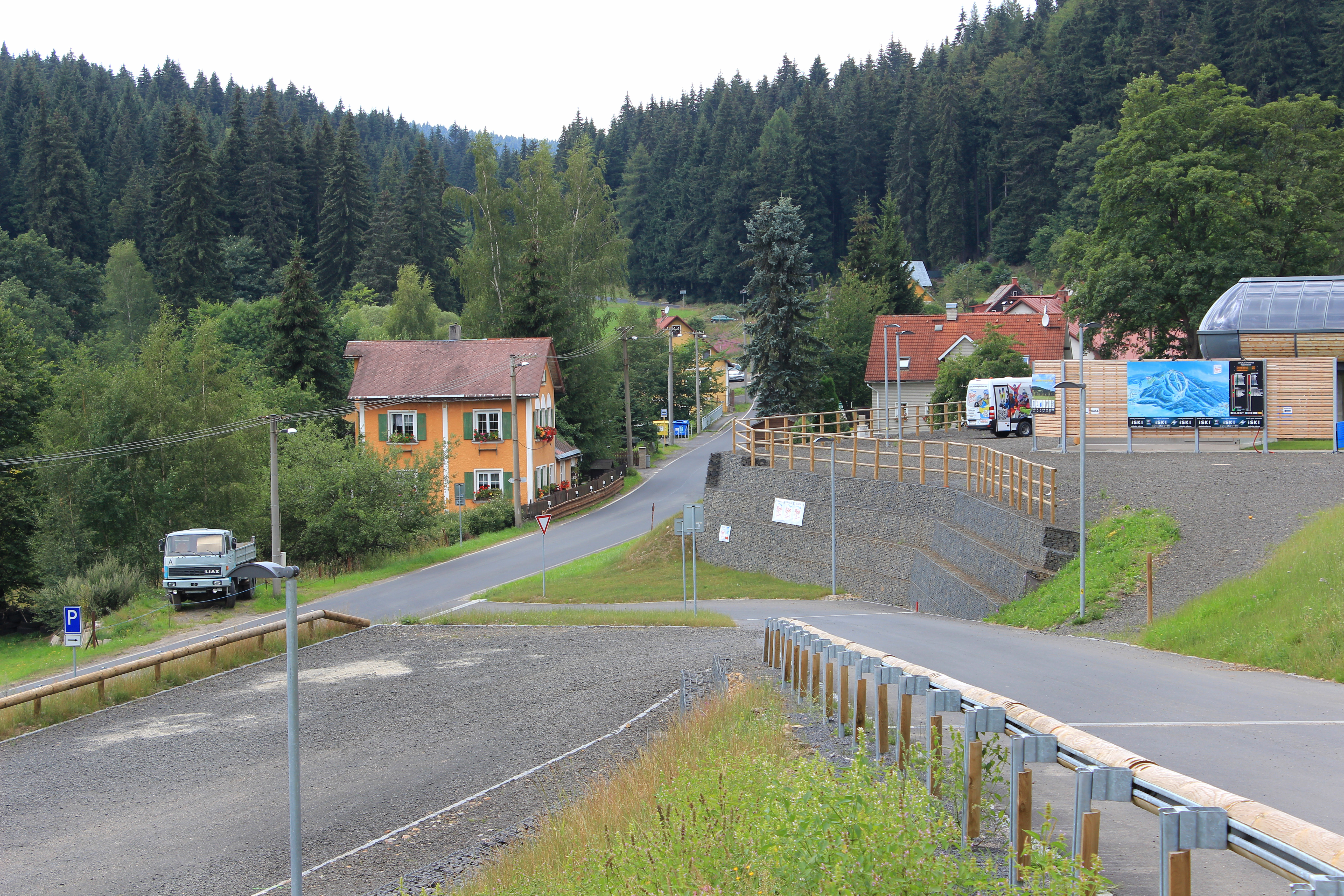
Lanovka a parkoviště
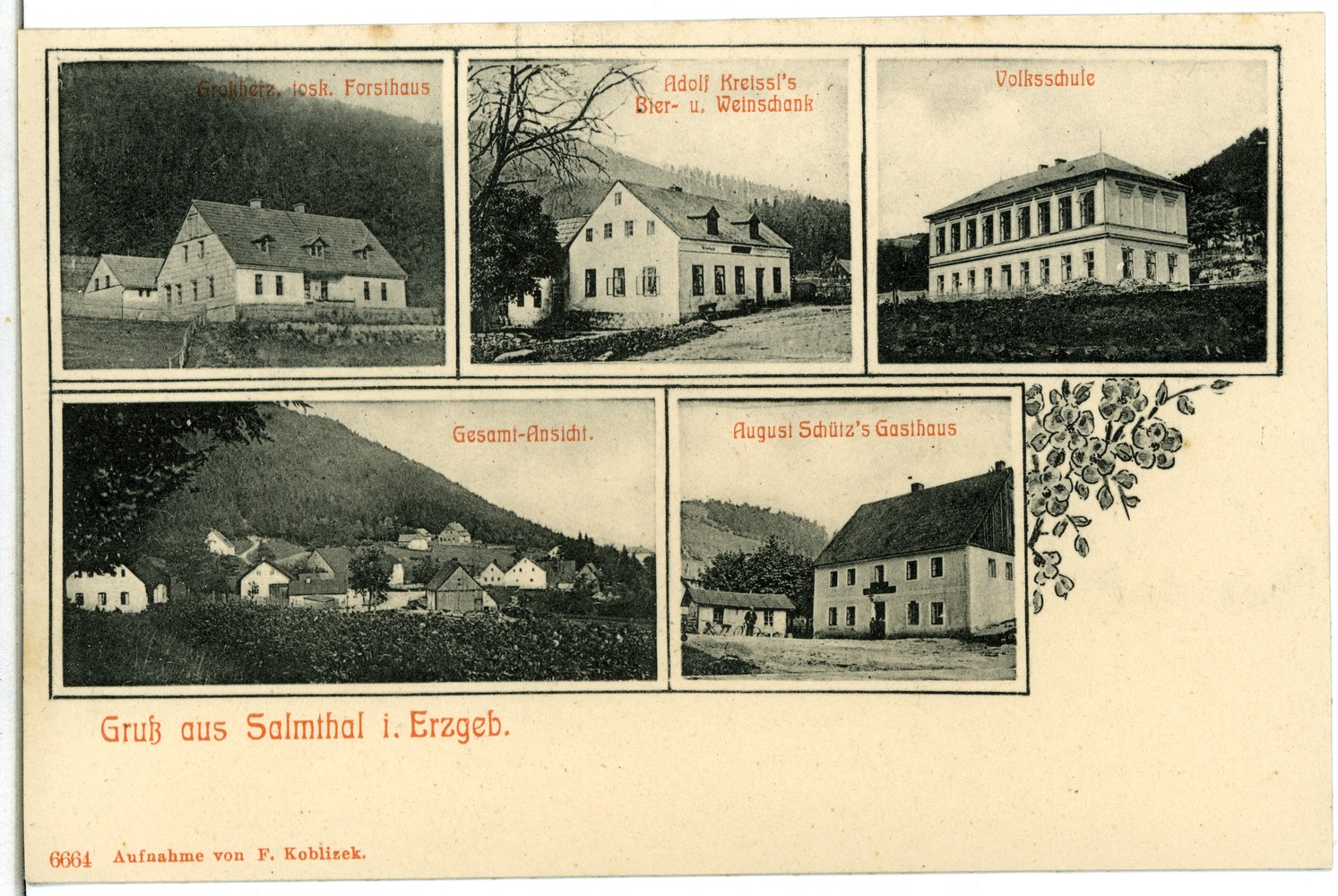
Historie Pstruží u Merklína v roce 1905